# Castell de Buffavento
El Castell de Buffavento (en grec Kάστρο Βουφαβέντο, en turc Buffavento Kalesi) és un castell al nord de Xipre. És al centre dels castells de la serralada de Kyrenia, amb el Castell de Sant Hilarion a l'oest i Castell de Kantara cap a l'est, que van ser construïts com a defensa contra els atacs àrabs. Buffavento en italià significa «desafiant els vents». Al lloc on està situat, a 950 metres sobre el nivell del mar, el vent hi pot bufar molt fort. Com que els dos castells són visibles des del de Buffavento, va ser utilitzat per transmetre senyals entre ells. Des del castell també es controlava un pas important a través de les muntanyes.
La data de construcció exacta no es coneix pas, però es pensa que ja hi va haver-hi una a fortalesa de l'Imperi Romà d'Orient. Combina elements arquitectònics grecs amb tipus de defensa dels francs. Era principalment una torre de vigilància que controlava les incursions de pirates i també servia de presó. La part més baixa del castell va ser probablement construïda pels romans d'Orient al segle xi. Aquesta base va ser ampliada per la Casa de Lusignan al segle xiv. No té una forma regular, com que aprofita el relleu de la mateixa muntanya. L'any 1191, el rei Ricard Cor de Lleó la va ocupar durant la campanya contra el governant de l'illa Isaac Comnè de Xipre. Com que les defenses del castell eren molt fortes, es creu que els defensors de Buffavento es van rendir després que les fortaleses de Kantara i Sant Hilarion caiguessin en mans dels anglesos. Més endavant, Ricard Cor de Lleó va vendre l'illa als Cavallers Templers. El govern dels Templers va acabar bruscament quan hi va haver una gran revolta a Nicòsia. Xipre es va revendre així a Guiu de Lusignan de la Casa de Lusignan. Quan va morir Hug I de Xipre l'any 1218, es va produir una lluita sobre qui havia d'actuar com a regent del regne en laqual es van enfrontar la casa d'Ibelin amb els partidaris locals de Frederic II, emperador del Sacre Germànic. L'arribada de Frederic a Limassol el 1228 es va acabar un llarg període de pau i es va iniciar una guerra oberta. Entre el 1229 i el 1233 la fortalesa va canviar de mans unes quantes vegades entre la família dels Ibelins i els seus rivals. Després, la família Lusignan va continuar el seu regnat interromput només ocasionalment per revoltes al palau. El castell va ser utilitzat com a presó durant aquest període. Al segle xiv, l'illa va passar sota el control de la República de Venècia, i el castell va quedar en desús, perquè els castells de la costa de Xipre, de Krenia i Famagusta, van ser considerats més importants.